# Вилладеати
Вилладеати (итал. Villadeati) — коммуна в Италии, располагается в регионе Пьемонт, в провинции Алессандрия.
Население составляет 509 человек (2008 г.), плотность населения составляет 35 чел./км². Занимает площадь 14 км². Почтовый индекс — 15020. Телефонный код — 0141.
Покровителем коммуны почитается святой Ремигий (Remigio di Reims), празднование 1 октября.

## Демография
Динамика населения:

## Администрация коммуны
- Официальный сайт: http://www.comune.villadeati.al.it/